# Tralee
52°16′0″N 9°41′50″V / 52.26667°N 9.69722°V
Tralee (Irsk: Trá Lí) er en irsk by i County Kerry i provinsen Munster, i den sydvestlige del af Republikken Irland med en befolkning (inkl. opland) på 22.744 indb i 2006 (21.987 i 2002) 